# Hemiexarnis berezskii
Hemiexarnis berezskii là một loài bướm đêm trong họ Noctuidae.